# В ясный день увидишь вечность
«В я́сный день уви́дишь ве́чность» (англ. On a Clear Day You Can See Forever) — романтическая комедия режиссёра Винсента Миннелли, вышедшая на экраны в 1970 году. Фильм основан на одноимённом мюзикле (On a Clear Day You Can See Forever), созданном Аланом Джеем Лернером.

## Сюжет
Эксцентричная девушка по имени Дейзи Гэмбл является к известному психиатру Марку Шабо, чтобы тот избавил её от табачной зависимости. Она пошла на это по просьбе своего жениха Уоррена, однако, поскольку самостоятельно покончить с привычкой не в состоянии, она просит доктора загипнотизировать её. Когда Марк вводит её в состояние гипноза, выясняется, что Дейзи может вспомнить свою прошлую жизнь, когда в начале XIX века она была британской аристократкой Мелиндой Тентрис.

## В ролях
- Барбра Стрейзанд — Дейзи Гэмбл
- Ив Монтан — доктор Марк Шабо
- Боб Ньюхарт — доктор Мэйсон Хьюм
- Ларри Блайден — Уоррен Пратт
- Саймон Оукленд — доктор Конрад Фуллер
- Джек Николсон — Тед Прингл
- Джон Ричардсон — Роберт Тентрис
- Рой Киннир — принц-регент